# Деваварман (Чандела)
Деваварман (гінді देववर्मन; д/н — 1060) — магараджахіраджа Джеджа-Бхукті 1050—1060 роках. Відомий за написами Наньяура 1051 року та Чархарі 1052 року.

## Життєпис
Походив з династії Чандела. Син магараджахіраджи Віджаяпали та Бгуванадеві. Посів трон 1050 року. Продовжив боротьбу проти Калачура і Парамара. Відбувається подальше послаблення держави. 1060 року зазнав нищівної поразки від Лакшмікарни, магараджахіраджи держави Чеді-Дагали, внаслідок чого загинув. Його брат Кірті-варман закріпився на невеличкій території на заході, звідки почав боротьбу за повернення родинних володінь.